# Alleanza Centrista
Alleanza Centrista (in francese Alliance Centriste, AC) è un partito politico francese, fondato il 27 giugno 2009 da Jean Arthuis.
In occasione delle elezioni legislative del 2012 ottiene 2 seggi all'Assemblea nazionale, Philippe Folliot e Thierry Benoit, che aderiscono al gruppo dell'Unione dei Democratici e degli Indipendenti. Entrambi sono rieletti alle legislative del 2017; tuttavia, Folliot aderisce al gruppo di La République En marche !, mentre Benoit abbandona il partito e resta nell'UDI.

## Presidenti
- 2009–2016: Jean Arthuis
- dal 2016: Philippe Folliot